# Даларна (округ)
Округ Даларна (швед. Dalarnas län) је округ у Шведској, у западном делу државе. Седиште округа је град Фалун, а највећи град је Борленге.
Округ је основан 1634. године.

## Положај округа
Округ Даларна се налази у западном делу Шведске. Њега окружују:
- са севера: Округ Јемтланд,
- са истока: Округ Јевлеборј,
- са југоистока: Округ Упсала и Округ Вестманланд,
- са југа: Округ Еребру,
- са југозапада: Округ Вермланд,
- са запада: Норвешка.

## Природне одлике
Рељеф: У округу Даларна преовлађују брдска и планинска подручја. Југоисточну половину округа чине долине и брда до 500 метара надморске висине. Северозападна половина округа је изразито планинска, са планинама и преко 1.000 м н.в., из ланца Скандинавских планина.
Подручје Даларне је богато рудом бакра, а град Фалун се управо развио око некад веома значајног рудника бакра у Европи. 
Клима: У округу Даларна влада Континентална клима, посебно у вишим крајевима на западу округа.
Воде: Даларна је унутаркопнени округ у Шведској. Међутим, у оквиру округа постоји низ малих ледничких језера, од којих је највеће Сиљан. Најважнија река је река Далел и њене саставнице, реке Источни Далел и Западни Далел.

## Историја
Подручје данашњег округа готово у целости покрива историјску област Даларна (у преводу Долине).
Данашњи округ основан је 1634. године.

## Становништво
По подацима 2011. године у округу Даларна живело је близу 280 хиљада становника. Последњих година број становника стагнира.
Густина насељености у округу је близу 10 становника/км², што је више него двоструко мање од државног просека (23 ст./км²).

## Општине и градови
Округ Даларна има 15 општина. Општине су:
| - Авеста - Борленге - Вансбро - Гагнеф - Лександ | - Лудвика - Малунг-Селен - Мора - Олвдален - Орса | - Ратвик - Смедјебакен - Сотер - Фалун - Хедемора |

Градови (тачније „урбана подручја") са више од 10.000 становника: 
- Борленге - 42.000 становника.
- Фалун - 37.000 становника.
- Авеста - 15.000 становника.
- Лудвика - 14.000 становника.
- Мора - 11.000 становника.